# Arthur Lake
Arthur Lake, all'anagrafe Arthur Silverlake, Jr., (Corbin, 17 aprile 1905 – Indian Wells, 9 gennaio 1987), è stato un attore statunitense.
Conosciuto soprattutto per aver impersonato Dagwood Bumstead, il marito di Blondie, personaggio radiofonico e cinematografico ispirato al fumetto Blondie e Dagoberto, poi protagonista dell'omonima serie televisiva.
Morì di infarto il 9 gennaio 1987 e venne sepolto all'Hollywood Forever Cemetery.

## Riconoscimenti
- Young Hollywood Hall of Fame (1920's)

## Filmografia parziale
- Jack and the Beanstalk, regia di Chester M. Franklin e Sidney Franklin (1917)
- When Love Is Young, regia di  William Watson (1924)
- Where Was I?, regia di William A. Seiter (1925)
- Sporting Life, regia di Maurice Tourneur (1925)
- Smouldering Fires, regia di Clarence Brown (1925)
- Amanti per burla (The Cradle Snatchers), regia di Howard Hawks (1927)
- The Irresistible Lover, regia di William Beaudine (1927)
- La via delle stelle (The Air Circus), regia di Howard Hawks e Lewis Seiler (1928)
- Tanned Legs, regia di Marshall Neilan (non accreditato) (1929)
- Dance Hall, regia di Melville W. Brown (1929)
- Cheer Up and Smile, regia di Sidney Lanfield (1930)
- Il treno fantasma (The Silver Streak), regia di Thomas Atkins (1934)
- Blondie, regia di Frank R. Strayer (1938)